# Saint-Martin-du-Fouilloux (Maine-et-Loire)
Saint-Martin-du-Fouilloux é uma comuna francesa na região administrativa da Pays de la Loire, no departamento de Maine-et-Loire. Estende-se por uma área de 14,82 km². Em 2010 a comuna tinha 1 710 habitantes (densidade: 115,4 hab./km²).